# Смирна (Џорџија)
Смирна (енгл. Smyrna) град је у америчкој савезној држави Џорџија. По попису становништва из 2010. у њему је живело 51.271 становника.

## Демографија
Према попису становништва из 2010. у граду је живело 51.271 становника, што је 10.272 (25,1%) становника више него 2000. године.
| Група             | 2000.          | 2010.          |
| Белци             | 21.936 (53,5%) | 23.871 (46,6%) |
| Афроамериканци    | 11.147 (27,2%) | 16.204 (31,6%) |
| Азијати           | 1.606 (3,9%)   | 2.500 (4,9%)   |
| Хиспаноамериканци | 5.659 (13,8%)  | 7.642 (14,9%)  |
| Укупно            | 40.999         | 51.271         |